# Königreich Gwynedd

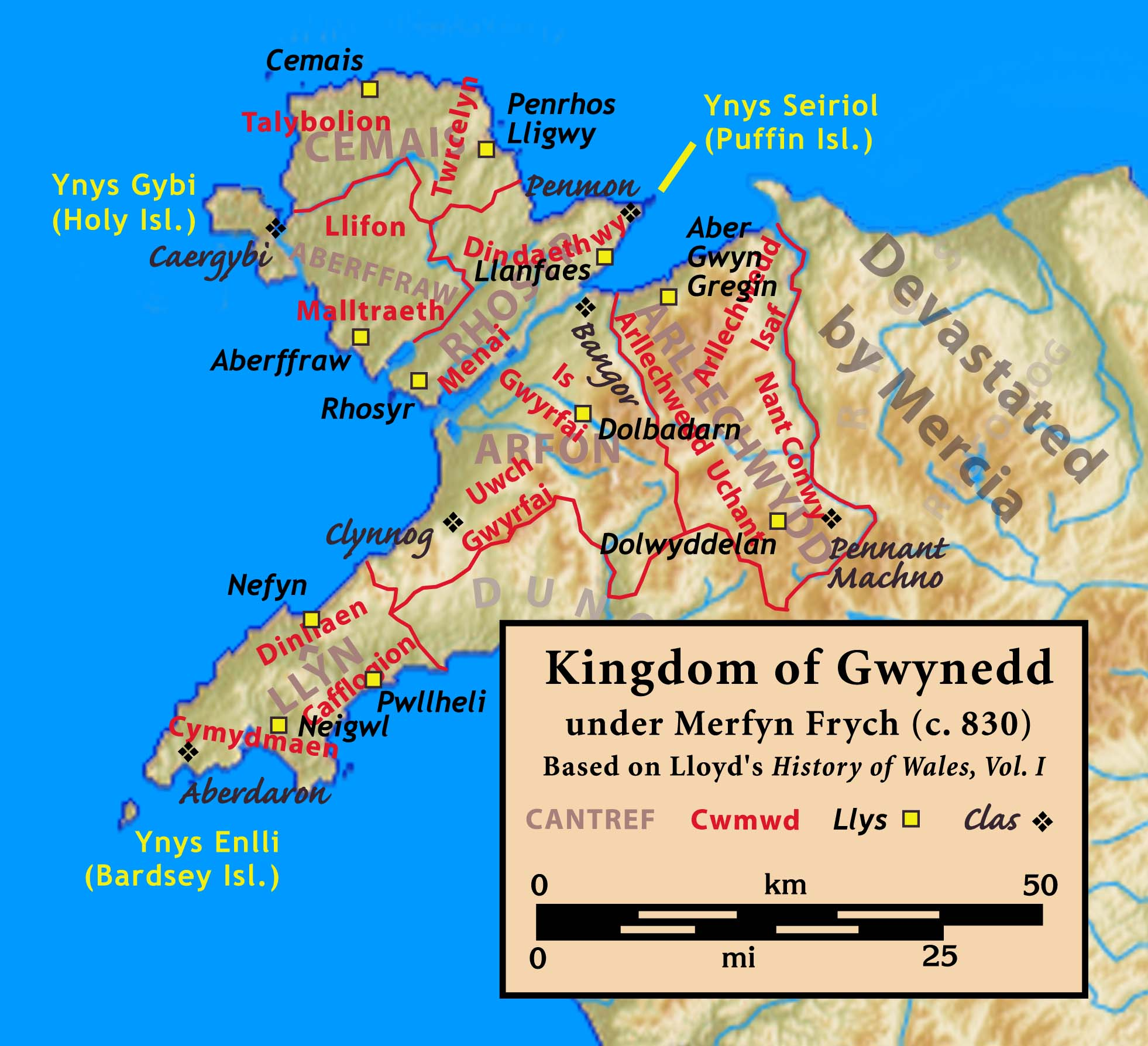
Gwynedd zur Zeit von Merfyn Frych um 830

Das Königreich Gwynedd war ein mittelalterliches Königreich in Wales.

## Geographie
Das Königreich Gwynedd befand sich im Nordwesten von Wales. Im Norden und Westen grenzte es an die irische See, die östliche Grenze bildete der River Conwy und die südliche der River Dovey. Die Insel Anglesey im Nordwesten von Gwynedd gehörte ebenfalls zu Gwynedd und war in die drei Cantrefi Rhosyr, Cemais und Aberffraw unterteilt. Den Westen von Gwynedd bildete die Halbinsel Lleyn, den Kern von Gwynedd bildeten Arfon, Dunoding und Arlechwydd. Nach Südosten waren Penllyn und Edeirnion zwischen Powys und Gwynedd umstritten, während im Südwesten Meirionnydd, Cyfeiliog und Arwystli sowie Ceredigion zwischen Powys, Deheubarth und Gwynedd umstritten waren. Das östlich von Gwynedd angrenzende Gebiet zwischen River Conwy und River Dee gehörte zum Einflussgebiet von Gwynedd und war zu unterschiedlichen Zeiten unter zahlreichen Namen bekannt: Gwynedd Is Conwy; The four Cantrefi (Rhos, Rhufoniog, Dyffryn Clwyd, Tegeingl) oder Perfeddwlad.
Das Tiefland an der Küste war nur über die für die Schifffahrt gefährlichen Flussmündungen des Clwyd und Conwy im Osten oder im Süden über den Dyfi, Mawddach oder Traeth Mawr zu erreichen. Von der Landseite war Gwynedd im Osten und Süden von drei konzentrischen Bergketten umgeben, die äußere war die halbrunde Bergkette von Cader Idris zu den Berwyn Mountains und der Clwydian Range, die nächstinnere waren die Migneint Range im Süden und die Moore von Hiraethog im Osten, und im Zentrum lag mit Snowdonia die höchste Bergkette. Durch diese Abgelegenheit war Gwynedd leicht zu verteidigen, gleichzeitig war es von den walisischen Fürstentümern am wenigsten besiedelt und vermutlich am wenigsten wirtschaftlich entwickelt. Auch wenn Gwynedd ein armes Reich war, konnte es sich dennoch autark versorgen. Die Insel Anglesey galt als die Kornkammer von ganz Wales, während das Bergland Weidegründe für große Viehherden bot.

## Geschichte

### Vom Ende der Römerzeit bis zur Ankunft der Normannen
Gwynedd war eines von vier walisischen Königreichen, die nach dem Rückzug der Römer in Wales im 5. Jahrhundert entstanden. Während des frühen Mittelalters war es wie unter Cadwallon ap Cadfan häufig in Kämpfe mit den angelsächsischen Reichen im Osten verwickelt. 825 wurde Merfyn Frych König von Gwynedd, seine Nachfahren, das Haus Gwynedd, blieben mit Unterbrechungen bis 1283 Herrscher von Gwynedd. Merfyns Sohn Rhodri dem Großen gelang es, um die Mitte des 9. Jahrhunderts einen Großteil von Wales unter seiner Herrschaft zu vereinen. Er wurde jedoch 878 besiegt und getötet, unter seinen Söhnen zerfiel das Reich wieder. Im 11. Jahrhundert gelang es Llywelyn ap Seisyll von Powys, auch die Herrschaft über Gwynedd zu erwerben. Seinem Sohn Gruffydd ap Llywelyn gelang es, zum König aller walisischen Fürstentümer aufzusteigen.

### Erfolgreicher Widerstand gegen die normannische Eroberung

Gwynedd und die von Llywelyn ab Iorwerth abhängigen Gebiete um 1234

Nach Gruffydds Tod 1063 zerfiel sein Reich, und über seine Nachfolge in Gwynedd führten die rivalisierenden Thronanwärter langjährige Kriege. 1081 konnte sich Gruffydd ap Cynan in der Schlacht von Mynydd Carn gegen seine Rivalen durchsetzen, doch kurz darauf geriet er in normannische Gefangenschaft. Während des folgenden Machtvakuums gelang den Normannen unter Hugh d’Avranches und Robert of Rhuddlan die Eroberung von weiten Teilen von Nordwales. Erst ab Ende des 11. Jahrhunderts erlangte Gruffydd ap Cynan seine Freiheit wieder. Er konnte erneut die Herrschaft über Gwynedd erlangen, musste sich aber schließlich dem englischen König Heinrich I. unterwerfen. Seinem Sohn und Nachfolger Owain Gwynedd gelang es, während des walisischen Aufstands nach dem Tod von König Heinrich I. zum mächtigsten der walisischen Fürsten aufzusteigen. Der englische König Heinrich II. versuchte in mehreren Feldzügen ab 1157 die englische Oberherrschaft über Gwynedd wiederherzustellen, scheiterte aber schließlich. Nach dem Tod von Owain Gwynedd 1170 kam es zwischen seinen Söhnen zu erbitterten Erbfolgekriegen, durch die Gwynedd wieder in mehrere Teilreiche zerfiel.

### Führendes walisisches Fürstentum im 13. Jahrhundert

Gwynedd nach dem Vertrag von Aberconwy 1277

Erst Owain Gwynedds Enkel Llywelyn ab Iorwerth gelang es zu Beginn des 13. Jahrhunderts, die einzelnen Teilreiche wieder zu vereinen. In wechselvollen Kämpfen gegen den englischen König Johann Ohneland konnte Llywelyn ab Iorwerth seine Unabhängigkeit behaupten. Im Abkommen von Aberdyfi erlangte er 1216 die Oberherrschaft über die untereinander zerstrittenen Teilfürstentümer von Deheubarth, im gleichen Jahr besetzte er das angrenzende Fürstentum Powys Wenwynwyn, das bis zu seinem Tode 1240 im Besitz seiner Familie blieb. Durch den Titel Fürst von Aberffraw und Lord von Snowdon unterstrich Llywelyn seine Vormacht über die anderen walisischen Fürsten. Obwohl er versucht hatte, seine Vormachtstellung in Wales auf seinen Sohn Dafydd ap Llywelyn zu übertragen, musste dieser schließlich die Oberherrschaft des englischen Königs Heinrich III. anerkennen. Während eines erneuten Kriegs mit England starb Dafydd bereits 1246, und seine Neffen und Nachfolger Gruffydd ap Llywelyn und Owain Goch mussten im Vertrag von Woodstock 1247 erhebliche Gebietsverluste hinnehmen und sich der englischen Oberherrschaft beugen. Gruffydd ap Llywelyn erkämpfte sich 1255 jedoch die Alleinherrschaft über Gwynedd, und in mehreren Feldzügen gewann er wieder die Oberherrschaft über fast alle walisischen Fürstentümer. Der durch die Rebellion der Barone unter Simon de Montfort geschwächte Heinrich III. musste Llywelyn im Vertrag von Montgomery 1267 schließlich den Titel Fürst von Wales zugestehen.

### Eroberung durch Eduard I.
Damit erkannte Llywelyn jedoch auch die Oberherrschaft des englischen Königs an, und als sich Llywelyn mit Heinrichs Sohn und Nachfolger Eduard I. über die Lehenstreue zerstritt, unterwarf Eduard I. 1277 Gwynedd in einem Feldzug. Im Vertrag von Aberconwy verlor Llywelyn wieder die Oberherrschaft über die meisten der walisischen Fürsten, durfte aber weiterhin den Titel Fürst von Wales führen. Als es 1282 zu einem walisischen Aufstand gegen die englische Herrschaft kam, unterstützte Llywelyn die Rebellion. Eduard I. führte daraufhin einen zweiten Feldzug zur Eroberung von Gwynedd. Llywelyn fiel schließlich in einem Gefecht Ende 1282. Sein Bruder Dafydd setzte den Widerstand noch bis Mitte 1283 fort, konnte aber nicht verhindern, dass die Engländer ganz Wales eroberten. Eduard I. sicherte die Eroberungen durch den Bau eines eisernen Rings von Burgen, der vor allem Gwynedd umschloss. Im Statut von Rhuddlan ging Gwynedd 1284 schließlich im englischen Fürstentum Wales auf.

### County bzw. Principal Area seit 1974
Seit der Verwaltungsreform von 1974 gibt es ein County Gwynedd, das nach dem mittelalterlichen Königreich benannt wurde. Durch die Verwaltungsreform von 1996 wurde das County in das Preserved County Gwynedd umgewandelt, das in die Principal Areas Gwynedd und Anglesey unterteilt ist.